# Warnung

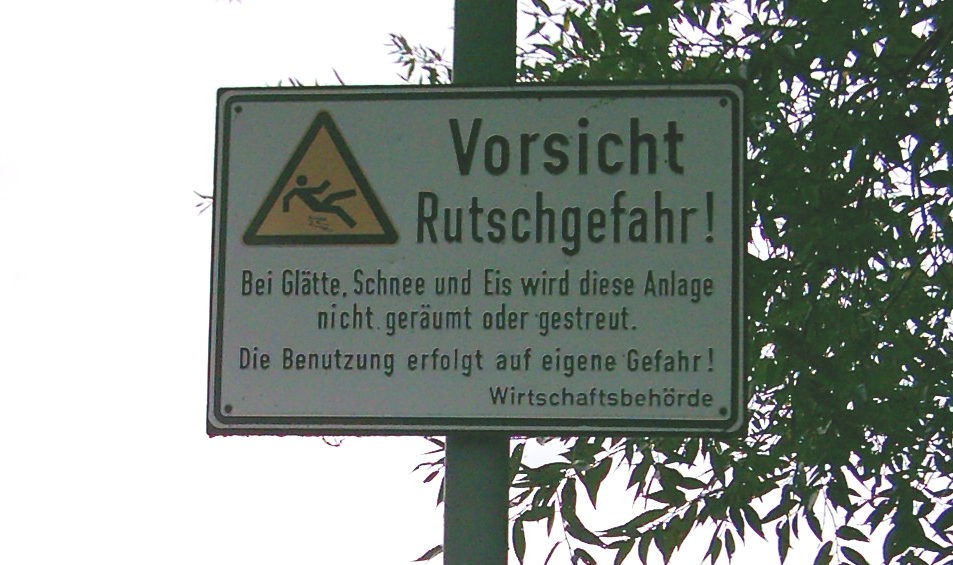
Warnung vor Gefahren durch Eis und Schnee

Gefahrgut: Kennzeichnung für die Klasse giftige Stoffe (6.1 nach ADR)

Eine Warnung ist die Vorhersage eines möglichen kommenden Schadens, der aber noch unterbunden oder gelindert werden könnte. Sie lenkt die Aufmerksamkeit auf eine drohende Gefahr.
Typische Signalworte der Warnung sind neben Warnung! auch Vorsicht!, Achtung! (amtliche Abkürzung Achtg.) oder veraltet Obacht!, für Bewegungen speziell auch Halt! und Stopp!
Der Rückruf einer Warnung ist die Entwarnung.

## Geschichte und Etymologie
Das Wort stammt aus der germanischen Wortgruppe um wahren (althochdeutsch: warnunga) und meint im Verb eigentlich sich vorsehen. Verwarnung ist erst ab dem 16. Jahrhundert belegt.
Warnungen gab es bei belegter 35.000-jähriger Bildsprache wohl schon früh. Z. B. warnten um 1000 v. Chr. neuassyrische Herrscher potenzielle Angreifer am Palast von Ninive mit Bildern brutaler Kampfszenen. Daneben gab und gibt es schriftliche Warnungen, z. B. Inschriften an Pharaonengräbern, die vor Störung der Totenruhe warnten. Um sie empfangen zu können, muss der Rezipient lesen können und die verwendete(n) Vokabel(n) kennen.

## Differenzierung

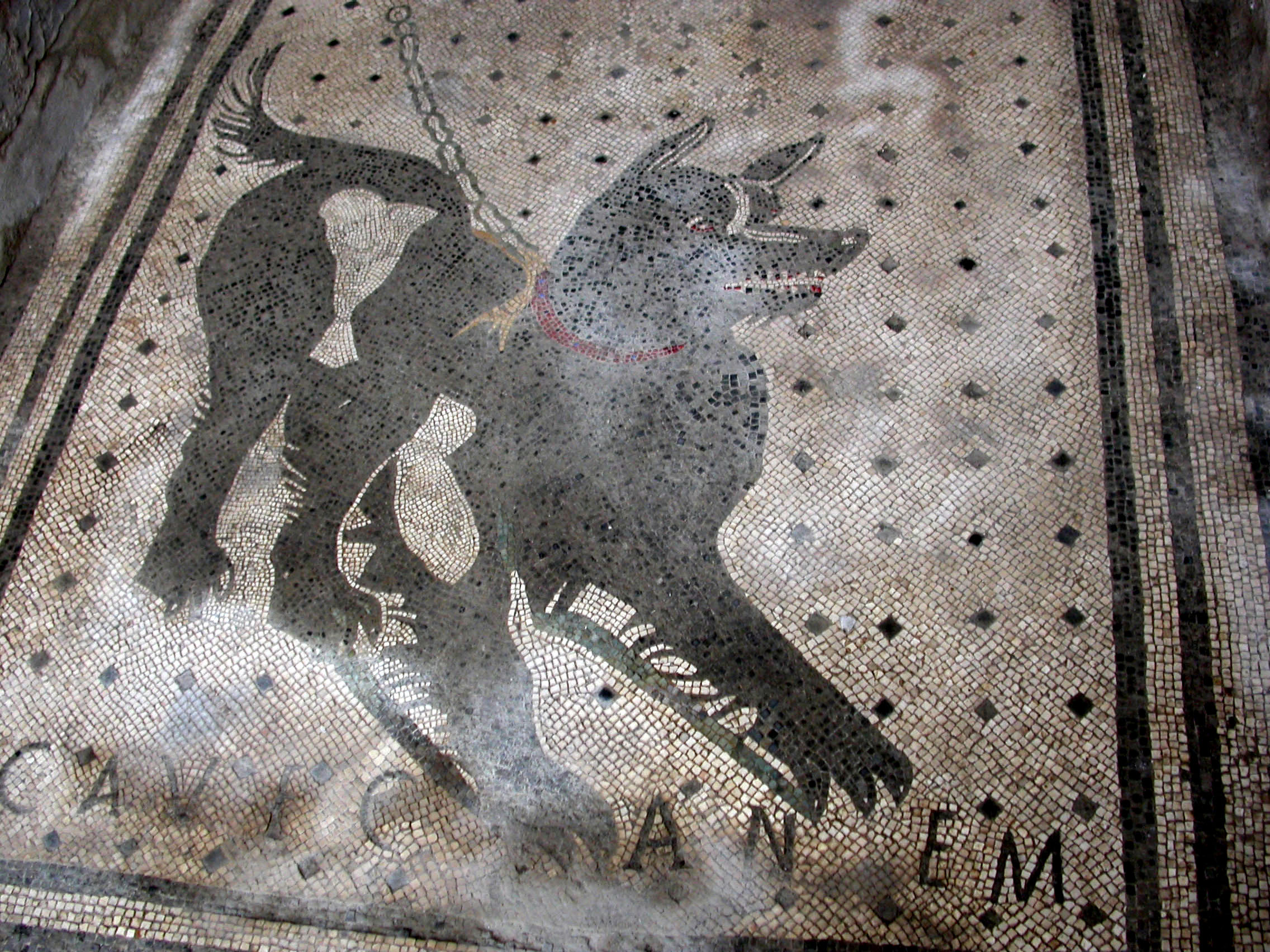
Hüte dich vor dem Hund! (lat. cave canem) – Mosaik in Pompeji

Das Warnen vor Gefahren und die dazu erforderlichen Fähigkeiten sind elementarer Bestandteil der Kommunikation von Lebewesen. Warnungen werden durch Verhalten (z. B. Drohgebärden), Laute (Warnschrei – z. B. bei Vögeln), optische Reize (Farben, Form) oder Botenstoffe (Pheromone) übermittelt. Die jeweiligen Kommunikationskanäle gleichen oft denen für sexuelle Lockreize.
Von der Drohung unterscheidet sich die Warnung dadurch, dass der Warnende sich keinen unmittelbaren Einfluss auf den Eintritt des Schadens zuschreibt. Im Gegensatz zu einer Ankündigung hat der Gewarnte (noch) die Möglichkeit, durch eigenes Handeln oder Unterlassen den Schaden abzuwenden oder die Wahrscheinlichkeit des Schadenseintritts zu mindern. Eine Warnung möchte eine Verhaltensänderung bewirken.

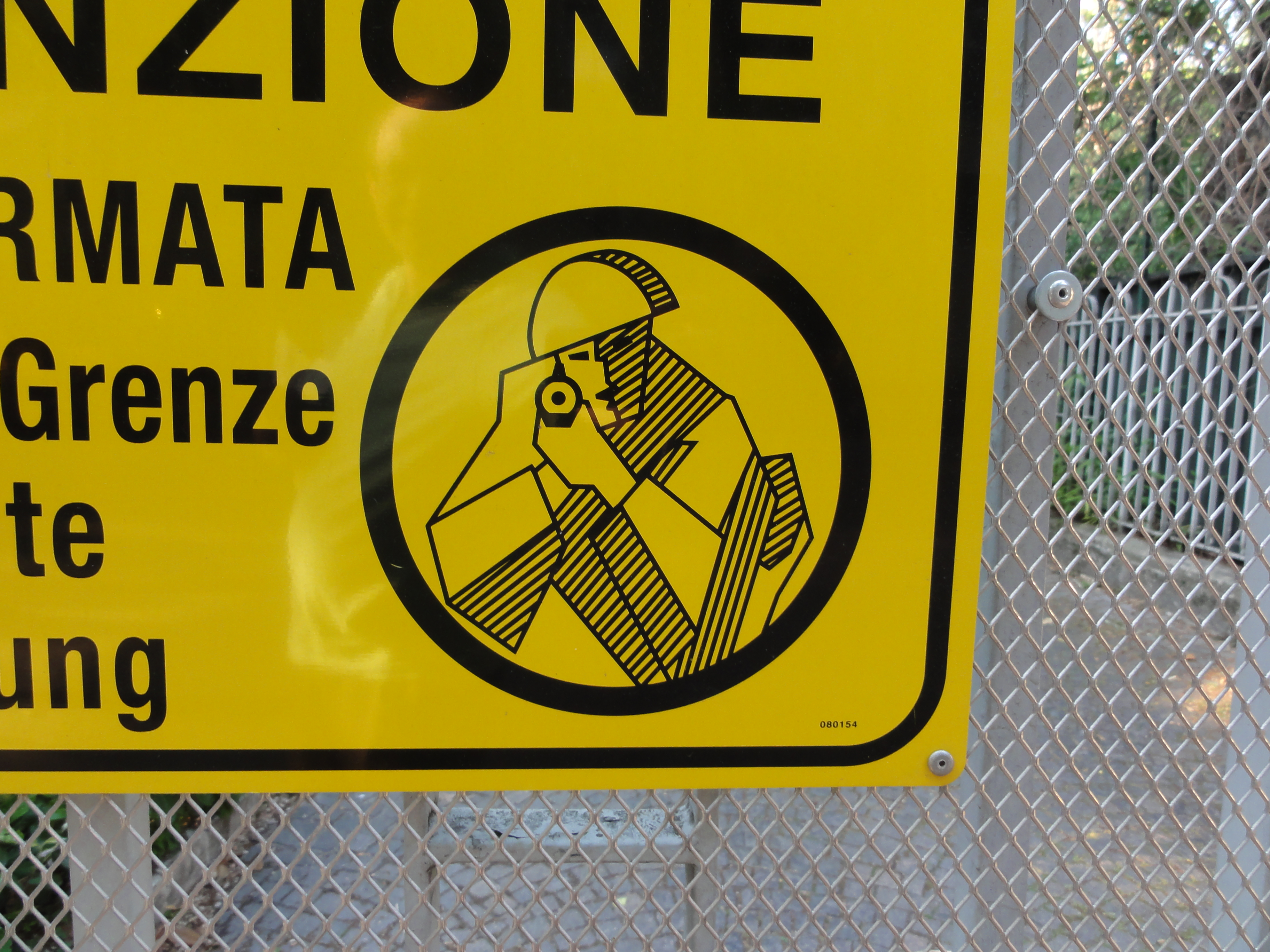
Schwarz-Gelb und für jeden verständlich: Schießwarnung der Guardia di Finanza

Um ihren Zweck erfüllen zu können, müssen Warnungen verständlich sein.
In der Evolution haben sich für Warnsignale bevorzugte Schemata herausgebildet:
- Für optische Warnreize eine kontrastreiche, auffällige Farbgebung, die sich vom Umgebungshintergrund gut absetzt (z. B. die von den Wespen bekannte Kombination Schwarz-Gelb, die auch für Warntafeln verwendet wird); siehe Warnfarben
- Für akustische Signale Lautstärke und prägnantes Frequenzbild
- Warnverhalten basiert sowohl auf Droh- und Imponiergestik als auch auf Angriffs- oder Fluchtreflexen. Botenstoffe lösen starke, unmittelbare Reizungen aus.

## Systeminterne Warnungen
Man kann Hunger, Durst, Müdigkeit, Juckreiz oder Schmerz als interne Warnungen eines Organismus vor drohenden Beeinträchtigungen betrachten.
In der Datenverarbeitung werden solche Mechanismen kopiert, also Warnungen intern gesammelt, und erst in der Benutzerschnittstelle in „Kommunikation“ des Systems mit dem Menschen umformuliert (Betriebssystemwarnungen, Virenwarnungen usw.)

## Warnung in der menschlichen Kommunikation

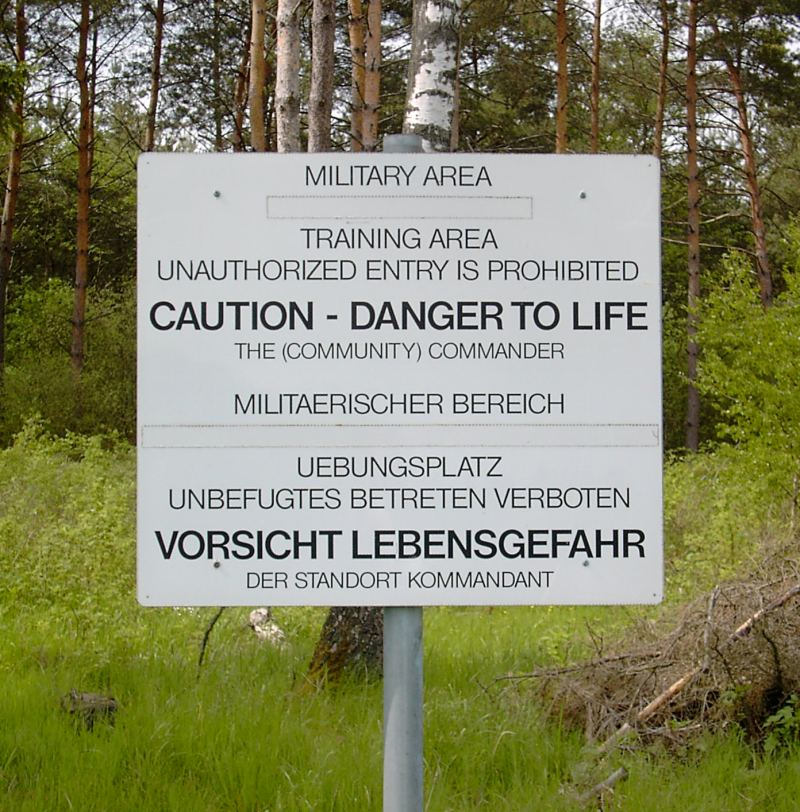
Warnschild an der Grenze zum Truppenübungsplatz Grafenwöhr

Um eine Verhaltensänderung zu erreichen, muss eine Warnung
- verlautbart werden,
- dem Empfänger der Warnung zugehen und
- von diesem verstanden werden.

Die Verlautbarung kann durch Lautsignale, Piktogramme, Ideogramme, Schriftzeichen und sonstige optische Signale erfolgen. Ebenfalls denkbar sind Warnungen, die über das Ansprechen anderer Sinne (Geruchssinn, Geschmackssinn, Spürsinn) mitgeteilt werden.
Warnungen, die sich an einen unbestimmten Personenkreis richten, sollten zwecks möglichst hohem „Wirkungsgrad“ so gestaltet sein, dass sie alters- und sprachunabhängig verstanden werden.
Dazu kann man sich des evolutionär herausgebildeten Repertoires an Warnsignalen bedienen (grelle, kontrastierende Warnfarben, Blaulicht, Martinshorn, Sirenen, Bitterstoffe in Shampoo und Spiritus, Schulterpolster und Rudelbildung), wodurch die Botschaft unmittelbare Reaktionen auslösen kann. Auch Piktogramme werden auf Grund ihrer vereinfachten bildlichen Darstellung von den meisten Menschen sofort verstanden. Manchmal braucht der Rezipient ein bestimmtes Erfahrungswissen, um eine Warnung verstehen zu können.
Ideogramme ermöglichen wegen ihrer Abstraktheit eine höhere Bandbreite an mitteilungsfähigen Inhalten. Sie sind aber nicht unmittelbar verständlich, sondern müssen gedeutet oder gelernt werden. Soweit Ideogramme durch Tradition, Kultur oder Erziehung verankert sind, geschieht dieser Prozess mühelos. Ihr Nachteil besteht in ihrer Kulturabhängigkeit.

### Besondere Warnsignale

Gefahrstofftafel

Je nach Gefahrenart sind unterschiedliche Signale üblich (Alarme): Licht-, Schall- und Rauchzeichen, Flaggenzeichen, optische Signale (z. B. Verkehrszeichen nach § 40 StVO, Eisenbahnsignale), Gesten, auch besondere Rufe (Interjektionen): Achtung, Obacht, in der Schifffahrt Wahrschau. Bevor Polizeivollzugsbeamte von der Schusswaffe Gebrauch machen dürfen, sind sie grundsätzlich verpflichtet, einen Warnschuss abzugeben.

### Regelungen über die Signalwörter
In der schriftlichen Kommunikation (z. B. Gebrauchsanleitungen) werden die Signalwörter ‚Gefahr‘ ‚Warnung‘ und ‚Vorsicht‘ eingesetzt, um die Aufmerksamkeit des Lesers auf eine bestimmte Textstelle zu lenken. Die Norm für das Erstellen von Gebrauchsanleitungen EN 82079-1 verweist, bezgl. der Definition von Signalwörtern, auf die ISO 3864-1. Das Wort ‚Achtung‘ erscheint teilweise noch als Signalwort. ‚Achtung‘ und ‚Hinweis‘ sind keine Signalwörter im Sinne der Normen, da Signalwörter ausschließlich für eine Gefährdung von Mensch, Tier und Umwelt genutzt werden.

## Signalwörter (gemäß ISO 3864-2 (analog ANSI Z535))
Die Signalwörter geben Rückschluss auf die Schwere der Gefährdung:
Personenschäden:
- GEFAHR (DANGER) bezeichnet eine unmittelbar drohende Gefahr. Wenn sie nicht gemieden wird, sind Tod oder schwerste Verletzungen die Folge.
- WARNUNG (WARNING) bezeichnet eine möglicherweise drohende Gefahr. Wenn sie nicht gemieden wird, können Tod oder schwerste Verletzungen die Folge sein.
- VORSICHT (CAUTION) bezeichnet eine möglicherweise drohende Gefahr. Wenn sie nicht gemieden wird, können leichte oder geringfügige Verletzungen die Folge sein.

Produkt-/Maschinen-/Anlagenschäden:
- HINWEIS (NOTE) bezeichnet eine möglicherweise schädliche Situation. Wenn sie nicht gemieden wird, kann die Anlage oder etwas in ihrer Umgebung beschädigt werden.

Die Signalwörter, welche gemäß GHS benutzt werden müssen, und die Signalwörter, die in Anleitungen und Produktsicherheitslabeln gemäß EN 82079-1 benutzt werden müssen, sind unterschiedlich.
Auch die Kennzeichnung von Gefahrstoffen nach dem globalen System GHS fordert das Anbringen eines Signalworts auf dem Kennzeichnungsetikett je nach Gefahrenkategorie: Achtung (engl. warning, Abkürzung Achtg.) oder Gefahr  (danger, Abk. Gef., alle ohne Ausrufezeichen). Hierbei steht ‚Achtung‘ für die „weniger schwerwiegenden“ Gefahrenkategorien.
Halt und Stopp legen insbesondere nahe, nicht näherzutreten oder weiterzugehen. Im Verkehr sind sie im Stoppschild normativ („Halt“ ist in der EU veraltet), als Lichtsignal entspricht Rot in der Lichtzeichenanlage (Ampel) als Verbot.

## Programmierung
Warnungen werden in vielen Programmiersprachen beim Kompilieren vom Compiler ausgegeben, wenn ein Quellcode erfolgreich kompiliert werden kann, aber das Programm möglicherweise nicht das ausführt, was der Autor beabsichtigt. Anlässe für Warnungen können je nach Compilereinstellung und Programmiersprache stark schwanken. Ein häufiger Anlass sind implizite Typumwandlungen.

## Produktwarnung

Furchtappelle auf Zigarettenschachteln in Deutschland

Der Hersteller eines Produkts ist laut Produkthaftungsgesetz dazu verpflichtet, vor einer Gefährdung, die von seinem Produkt ausgeht, zu warnen. Um Gefährdungen in der Technik zu minimieren, wird zur Risikominderung eine Risikobewertung erstellt. Die ermittelten Risiken und Gefährdungen werden nach dem STOP-Prinzip beseitigt. Gefährdungen, welche nicht beseitigt werden können, werden in Anleitungen und/oder Produktsicherheitslabeln genannt. Dazu wird ein dem Grad der Gefährdung entsprechender Sicherheitshinweis  oder Warnhinweis in der Anleitung erstellt oder als  Produktsicherheitslabel auf dem Produkt angebracht.
Wer eine Gefahrenquelle eröffnet, hat den Eintritt eines Schadens bei Dritten abzuwenden (Verkehrssicherungspflichten des Herstellers). Eine Gefahr kann entweder durch das Außer-Verkehr-Ziehen des Produkts gebannt oder der Schadenseintritt kann durch eine Warnung vor einem (bestimmten) Gebrauch des Produkts eigenverantwortlich gestaltet werden. Im Bereich technischer Geräte, Lebens- und Genussmittel sind die Verkehrssicherungspflichten oftmals durch Gesetz genau bestimmt (z. B. Tabakerzeugnisverordnung). Bei Finanzprodukten spielen spieltheoretische Warnungen eine Rolle.

## Politik
Warnung und Entwarnung sind eine offizielle Staatsaufgabe im Rahmen des Bevölkerungs- und Katastrophenschutzes. Je nach politischer Lage sprechen Außenministerien Reisewarnungen aus. Dies sind offizielle Empfehlungen, Reisen in ein bestimmtes Land oder ein bestimmtes Gebiet nicht zu unternehmen oder abzubrechen.

## Hoheitliche Warnung
Umstritten ist die juristische Bewertung sog. hoheitlicher Warnungen, die etwa dem Schutz elementarer Rechtsgüter der Bevölkerung wie Leben, Gesundheit, Eigentum oder aber der Rechtsordnung als solcher dienen können, sich jedoch zugleich in concreto für den Einzelnen als Beeinträchtigungen bei Handlungen darstellen, für die der Schutzbereich eines Grundrechts eröffnet ist. Da Warnungen kein Ge- oder Verbot enthalten (sie also keinen imperativen Charakter haben), unterfallen sie nicht dem klassischen Begriff eines Grundrechtseingriffs. Insbesondere die Berufsfreiheit aus Art. 12 GG oder die durch Art. 14 GG gewährleistete Eigentumsgarantie sind betroffen. Staatliche Warnungen verstehen sich als Maßnahmen der Gefahrenabwehr in Form von einseitigen, rechtlich unverbindlichen, vonseiten einer Behörde erfolgenden Erklärungen, die eine konkludente Aufforderung zu einem bestimmten Verhalten beinhalten, um das Eintreten einer für die Öffentlichkeit bestehenden Gefahr zu vermeiden. Die Frage nach der Rechtmäßigkeit solcher Warnmaßnahmen ist insofern streitig, als hierbei zumeist eine für staatliche Beeinträchtigung von Grundrechten keine gesetzliche Grundlage besteht. Läge ein Eingriff vor, wäre diese also eine rechtswidrige Verletzung des einschlägigen Grundrechts. Die prinzipiell erforderliche gesetzliche Ermächtigungsgrundlage fehlte. Dennoch hat das Bundesverwaltungsgericht die hoheitliche Warnung grundsätzlich als rechtmäßig anerkannt. Die Rechtmäßigkeit staatlichen Informationshandelns setze keine eigene Ermächtigungsgrundlage voraus, sondern sei, aus allgemeinen Rechtsgrundsätzen hergeleitet, eine Aufgabe der handelnden Stelle und die Einhaltung der Zuständigkeitsgrenzen. Außerdem sind die Anforderungen an die Richtigkeit und Sachlichkeit der Information zu beachten, und die staatliche Informationstätigkeit darf in ihrer Zielsetzung und in ihren Wirkungen kein Ersatz für eine staatliche Maßnahme sein, die als Grundrechtseingriff zu qualifizieren wäre.
Entwickelt hat diese Rechtsprechung das Bundesverfassungsgericht vor allem in den sehr umstrittenen Entscheidungen „Glycol“ und „Osho“. An die für die Bejahung der Rechtmäßigkeit einer Information wichtige Zuständigkeit der sie verbreitenden öffentlichen Stelle legt es einen ziemlich leicht einzuhaltenden Maßstab an. So soll der Bund auch für Warnungen vor einer Sekte zuständig sein, obwohl die Kompetenzvorschriften des Grundgesetzes ihrem Wortlaut nach dazu wenig hergeben.

„Die Bundesregierung ist auf Grund ihrer Aufgabe der Staatsleitung überall dort zur Informationsarbeit berechtigt, wo ihr eine gesamtstaatliche Verantwortung zukommt, die mit Hilfe von Informationen wahrgenommen werden kann.“

## Soziologie
In der Soziologie befasst sich besonders die Katastrophensoziologie mit dem Warnwesen.
Sie untersucht u. a. die Folgen dessen, dass eine „Warnung“ Merkmale einer selbstzerstörerischen Prognose (self-destroying prophecy) trägt. Kann der Schaden infolge der Warnung verhindert werden, erscheint die diesbezügliche Warnung in der gesellschaftlichen Wahrnehmung rückwirkend als „übertrieben“ oder „unzutreffend“ (Mehr darüber ermittelt die mehrwertige Güntherlogik). Das kann dazu führen, dass Rezipienten die nächste derartige Warnung (oder Warnungen allgemein)
unterschätzen ('zu leicht nehmen') oder ignorieren und deshalb nur halbherzig bzw. zu spät reagieren (sog. Abstumpfungseffekt).
Z. B. ignorierten die Bewohner von New Orleans 2005 Warnungen (rechtzeitige Evakuierungsaufforderungen) vor dem Hurricane Katrina u. a. deshalb, weil andere Wirbelstürmen zuvor nicht so stark gewesen waren, wie prognostiziert und in den Warnungen beschrieben.
Eine Abstumpfung kann auch eintreten, wenn unterlassene Warnungen auf dem Prozess- oder Verwaltungswege so nachhaltig geahndet worden sind, dass die zur Warnung verpflichtete Organisation die Warnschwelle (zu sehr) senkt oder wenn wichtige Warnungshinweise unter unwichtigeren verschwinden (etwa bei umfänglichen Beipackzetteln zu Medikamenten).

## Beispiele für Warnhinweise
- allgemein Warnschilder
- Warnzeichen nach DIN EN ISO 7010 (DIN 4844-2 veraltet)
- Warndreieck im Straßenverkehr
- einen Hinweis auf die Altersfreigabe nur für Erwachsene (Warnung vor Jugendgefährdung)
- Parental Advisory, Hinweis auf anstößige Musiktexte (Warnung vor moralischer Korrumpierung für die Eltern)
- auf Zigarettenpackungen der Hinweis auf die möglichen Gesundheitsgefahren (Furchtappell)
- die verbale Androhung von Zwangsmitteln durch die Polizei
- die Spoilerwarnung (Warnung vor dem Verraten von Handlungsaspekten, die auf Überraschung beruhen)
- die Triggerwarnung für psychisch labile Menschen in Selbsthilfeforen

## Warnsoziologische Literatur
- Lars Clausen, Wolf R. Dombrowsky: Warnpraxis und Warnlogik. In: Zeitschrift für Soziologie, 1984, Jg. 13, H. 4, S. 293–307
- Elke M. Geenen: Warnung der Bevölkerung. In: Bundesamt für Bevölkerungsschutz und Katastrophenhilfe (Hrsg.): Gefahren und Warnung, „Schriften der Schutzkommission“, Bd. 1, Bonn 2009, S. 59–102, ISBN (im Impressum) 978-3-939347-11-9, korrekte ISBN (Buchrücken) 978-3-939347-11-8.